# گوس‌بری هیل، استرالیای غربی
گوس‌بری هیل (به انگلیسی: Gooseberry Hill) یک حومه شهر در استرالیا است که در استرالیای غربی واقع شده‌است.